# Autostrada A430 (Franța)
Autostrada A430 este o autostradă situată în Franța, în departamentul Savoie, din regiunea Auvergne-Rhône-Alpes.
Având o lungime de 15 km, autostrada leagă A43 de Albertville și se continuă în valea Tarentaise pe RN 90, care este amenajată cu 2 × 2 benzi până la Moûtiers.
Autostrada a fost deschisă în 1991, în perspectiva organizării Jocurilor Olimpice de iarnă din 1992 la Albertville. Deși în dosarele de proiect figura sub referința A43, la inaugurare a primit denumirea A430, deoarece la acea dată fusese deja decisă construcția Autoroute de la Maurienne.
În plus, odată cu deschiderea sa, a fost dat în folosință și primul tronson către Maurienne, până la Aiton.
Autostrada este cu taxă și este concesionată companiei AREA.

## Istoric
Declarații de utilitate publică:
- 27/04/1988: Întregul traseu al autostrăzii (A43 - RN90)[2][3]

Puneri în funcțiune:
- 29/10/1991: Întregul traseu al autostrăzii (A43 - RN90)

## Traseu
| De la A43 până la ieșirea 25; secțiune cu taxă concesionată companiei AREA. | |        |
| A43 E70                                                                     | |        |
| Intersecție                                                                 | Nod rutier între A43 și A430: Grenoble, Lyon, Chambéry; Torino, Milano (prin Tunelul rutier Frejus, Maurienne, Saint-Jean-de-Maurienne | A43    |
| A430                                                                        | |        |
|                                                                             | Punctul de taxare Sainte-Hélène-sur-Isère.                                                                                             |        |
| 24 - Sainte-Hélène-sur-Isère                                                | Orașe deservite: Sainte-Hélène-sur-Isère, Frontenex (nod rutier parțial).                                                              |        |
| 25 - Frontenex                                                              | Orașe deservite: Grenoble, Chambéry, Saint-Jean-de-Maurienne, Saint-Pierre-d'Albigny, Frontenex (nod rutier parțial).                  | RD1090 |
| A430                                                                        | |        |
| RN90                                                                        | |        |